# Forest Hills Tennis Classic 2005
Il Forest Hills Tennis Classic 2005 è stato un torneo di tennis giocato sul cemento.   
È stata la 2ª edizione del Forest Hills Tennis Classic, che fa parte della categoria Tier IV nell'ambito del WTA Tour 2005. Si è giocato al Forest Hills, New York negli USA, dal 22 al 28 agosto 2005.

## Campionesse

### Singolare
Lucie Šafářová ha battuto in finale  Sania Mirza con il punteggio di 3–2, 7–5, 6–4